# Herrsingel i bordtennis vid olympiska sommarspelen 2000
Herrarnas singeltävling i bordtennis vid olympiska sommarspelen 2000 avgjordes mellan 17 och 25 september. Matcherna spelades i bäst av 5 set.

## Medaljörer
| Klass          | Guld                | Silver                    | Brons               |
| Singel, herrar | Kong Linghui · Kina | Jan-Ove Waldner · Sverige | Liu Guoliang · Kina |

## Turneringen

### Gruppspel

#### Grupp A
| Spelades 17 september, 18 september och 19 september | Spelades 17 september, 18 september och 19 september | Spelades 17 september, 18 september och 19 september |
| ---------------------------------------------------- | ---------------------------------------------------- | ---------------------------------------------------- |
| Kalinikos Kreanga (GRE)                              | 3 - 0                                                | Anton Suseno (INA)                                   |
| 21-10 21-10 21-15                                    |                                                      |                                                      |
| El Sayed Lashin (EGY)                                | 3 - 0                                                | Anton Suseno (INA)                                   |
| 22-20 24-22 21-19                                    |                                                      |                                                      |
| Kalinikos Kreanga (GRE)                              | 3 - 0                                                | El Sayed Lashin (EGY)                                |
| 21-6 21-9 21-18                                      |                                                      |                                                      |

| Spelare                 | Vinster | Förluster |
| Kalinikos Kreanga (GRE) | 2       | 0         |
| El Sayed Lashin (EGY)   | 1       | 1         |
| Anton Suseno (INA)      | 0       | 2         |

#### Grupp B
| Spelades 17 september, 18 september och 19 september | Spelades 17 september, 18 september och 19 september | Spelades 17 september, 18 september och 19 september |
| ---------------------------------------------------- | ---------------------------------------------------- | ---------------------------------------------------- |
| Jörg Rosskopf (GER)                                  | 3 - 0                                                | Ashraf Helmy (EGY)                                   |
| 21-8 21-11 21-15                                     |                                                      |                                                      |
| Jörg Rosskopf (GER)                                  | 3 - 0                                                | David Zhuang (USA)                                   |
| 21-15 21-8 21-12                                     |                                                      |                                                      |
| David Zhuang (USA)                                   | 3 - 1                                                | Ashraf Helmy (EGY)                                   |
| 21-11 21-16 12-21 21-16                              |                                                      |                                                      |

| Spelare             | Vinster | Förluster |
| Jörg Rosskopf (GER) | 2       | 0         |
| David Zhuang (USA)  | 1       | 1         |
| Ashraf Helmy (EGY)  | 0       | 2         |

#### Grupp C
| Spelades 17 september, 18 september och 19 september | Spelades 17 september, 18 september och 19 september | Spelades 17 september, 18 september och 19 september |
| ---------------------------------------------------- | ---------------------------------------------------- | ---------------------------------------------------- |
| Petr Korbel (CZE)                                    | 3 - 1                                                | Chetan Baboor (IND)                                  |
| 13-21 21-17 21-16 21-14                              |                                                      |                                                      |
| Chetan Baboor (IND)                                  | 3 - 0                                                | Peter Jackson (NZL)                                  |
| 25-23 21-18 23-21                                    |                                                      |                                                      |
| Petr Korbel (CZE)                                    | 3 - 0                                                | Peter Jackson (NZL)                                  |
| 21-11 21-13 21-15                                    |                                                      |                                                      |

| Spelare             | Vinster | Förluster |
| Petr Korbel (CZE)   | 2       | 0         |
| Chetan Baboor (IND) | 1       | 1         |
| Peter Jackson (NZL) | 0       | 2         |

#### Grupp D
| Spelades 17 september, 18 september och 19 september | Spelades 17 september, 18 september och 19 september | Spelades 17 september, 18 september och 19 september |
| ---------------------------------------------------- | ---------------------------------------------------- | ---------------------------------------------------- |
| Segun Toriola (NGR)                                  | 3 - 1                                                | Renier Sosa (CUB)                                    |
| 21-19 19-21 21-18 21-8                               |                                                      |                                                      |
| Johnny Huang (CAN)                                   | 3 - 0                                                | Renier Sosa (CUB)                                    |
| 21-16 21-12 21-12                                    |                                                      |                                                      |
| Johnny Huang (CAN)                                   | 3 - 2                                                | Segun Toriola (NGR)                                  |
| 21-12 12-21 22-24 21-19 21-7                         |                                                      |                                                      |

| Spelare             | Vinster | Förluster |
| Johnny Huang (CAN)  | 2       | 0         |
| Segun Toriola (NGR) | 1       | 1         |
| Renier Sosa (CUB)   | 0       | 2         |

#### Grupp E
| Spelades 17 september, 18 september och 19 september | Spelades 17 september, 18 september och 19 september | Spelades 17 september, 18 september och 19 september |
| ---------------------------------------------------- | ---------------------------------------------------- | ---------------------------------------------------- |
| Lucjan Blaszczyk (POL)                               | 3 - 2                                                | Adrian Crisan (ROU)                                  |
| 15-21 21-16 19-21 21-16 21-18                        |                                                      |                                                      |
| Adrian Crisan (ROU)                                  | 3 - 0                                                | Simon Gerada (AUS)                                   |
| 21-9 21-16 21-11                                     |                                                      |                                                      |
| Lucjan Blaszczyk (POL)                               | 3 - 0                                                | Simon Gerada (AUS)                                   |
| 21-8 21-10 22-20                                     |                                                      |                                                      |

| Spelare                | Vinster | Förluster |
| Lucjan Blaszczyk (POL) | 2       | 0         |
| Adrian Crisan (ROU)    | 1       | 1         |
| Simon Gerada (AUS)     | 0       | 2         |

#### Grupp F
| Spelades 17 september, 18 september och 19 september | Spelades 17 september, 18 september och 19 september | Spelades 17 september, 18 september och 19 september |
| ---------------------------------------------------- | ---------------------------------------------------- | ---------------------------------------------------- |
| Seiko Iseki (JPN)                                    | 3 - 0                                                | Francisco Arado (CUB)                                |
| 21-7 21-7 21-17                                      |                                                      |                                                      |
| Seiko Iseki (JPN)                                    | 3 - 1                                                | Yinghua Cheng (USA)                                  |
| 16-21 21-18 21-17 21-16                              |                                                      |                                                      |
| Yinghua Cheng (USA)                                  | 3 - 0                                                | Francisco Arado (CUB)                                |
| 21-8 21-14 21-14                                     |                                                      |                                                      |

| Spelare               | Vinster | Förluster |
| Seiko Iseki (JPN)     | 2       | 0         |
| Yinghua Cheng (USA)   | 1       | 1         |
| Francisco Arado (CUB) | 0       | 2         |

#### Grupp G
| Spelades 17 september, 18 september och 19 september | Spelades 17 september, 18 september och 19 september | Spelades 17 september, 18 september och 19 september |
| ---------------------------------------------------- | ---------------------------------------------------- | ---------------------------------------------------- |
| Toshio Tasaki (JPN)                                  | 3 - 0                                                | Josef Plachy (CZE)                                   |
| 21-14 21-19 21-17                                    |                                                      |                                                      |
| Josef Plachy (CZE)                                   | 3 - 0                                                | Jorge Gambra Said (CHI)                              |
| 21-16 21-14 21-14                                    |                                                      |                                                      |
| Toshio Tasaki (JPN)                                  | 3 - 1                                                | Jorge Gambra Said (CHI)                              |
| 21-17 11-21 21-15 21-15                              |                                                      |                                                      |

| Spelare                 | Vinster | Förluster |
| Toshio Tasaki (JPN)     | 2       | 0         |
| Josef Plachy (CZE)      | 1       | 1         |
| Jorge Gambra Said (CHI) | 0       | 2         |

#### Grupp H
| Spelades 17 september, 18 september och 19 september | Spelades 17 september, 18 september och 19 september | Spelades 17 september, 18 september och 19 september |
| ---------------------------------------------------- | ---------------------------------------------------- | ---------------------------------------------------- |
| Hugo Hoyama (BRA)                                    | 3 - 0                                                | Kurt Liu (CAN)                                       |
| 21-16 21-16 21-13                                    |                                                      |                                                      |
| Yuk Cheung (HKG)                                     | 3 - 1                                                | Kurt Liu (CAN)                                       |
| 21-15 21-9 19-21 21-15                               |                                                      |                                                      |
| Yuk Cheung (HKG)                                     | 3 - 2                                                | Hugo Hoyama (BRA)                                    |
| 18-21 21-17 19-21 21-15 21-18                        |                                                      |                                                      |

| Spelare           | Vinster | Förluster |
| Yuk Cheung (HKG)  | 2       | 0         |
| Hugo Hoyama (BRA) | 1       | 1         |
| Kurt Liu (CAN)    | 0       | 2         |

#### Grupp I
| Spelades 17 september, 18 september och 20 september | Spelades 17 september, 18 september och 20 september | Spelades 17 september, 18 september och 20 september |
| ---------------------------------------------------- | ---------------------------------------------------- | ---------------------------------------------------- |
| Seung-Min Yoo (KOR)                                  | 3 - 0                                                | Chu Yan Leung (HKG)                                  |
| 21-9 22-20 21-19                                     |                                                      |                                                      |
| Mark Smythe (AUS)                                    | 3 - 2                                                | Chu Yan Leung (HKG)                                  |
| 21-18 10-21 14-21 21-15 22-20                        |                                                      |                                                      |
| Seung-Min Yoo (KOR)                                  | 3 - 0                                                | Mark Smythe (AUS)                                    |
| 21-5 21-18 21-17                                     |                                                      |                                                      |

| Spelare                 | Vinster | Förluster |
| Seung-Min Yoo (KOR)     | 2       | 0         |
| Mark Smythe (AUS)       | 1       | 1         |
| Chu Yan Leung Liu (HKG) | 0       | 2         |

#### Grupp J
| Spelades 17 september, 18 september och 20 september | Spelades 17 september, 18 september och 20 september | Spelades 17 september, 18 september och 20 september |
| ---------------------------------------------------- | ---------------------------------------------------- | ---------------------------------------------------- |
| Trinko Keen (NED)                                    | 3 - 0                                                | Majidreza Ehteshamzadeh (IRI)                        |
| 21-4 21-11 21-5                                      |                                                      |                                                      |
| Trinko Keen (NED)                                    | 3 - 1                                                | Ntaniel Tsiokas (GRE)                                |
| 21-9 18-21 21-15 21-10                               |                                                      |                                                      |
| Ntaniel Tsiokas (GRE)                                | 3 - 0                                                | Majidreza Ehteshamzadeh (IRI)                        |
| 21-19 21-13 21-13                                    |                                                      |                                                      |

| Spelare                       | Vinster | Förluster |
| Trinko Keen (NED)             | 2       | 0         |
| Ntaniel Tsiokas (GRE)         | 1       | 1         |
| Majidreza Ehteshamzadeh (IRI) | 0       | 2         |

#### Grupp K
| Spelades 17 september, 18 september och 20 september | Spelades 17 september, 18 september och 20 september | Spelades 17 september, 18 september och 20 september |
| ---------------------------------------------------- | ---------------------------------------------------- | ---------------------------------------------------- |
| Danny Heister (NED)                                  | 3 - 0                                                | Tomasz Krzeszewski (POL)                             |
| 21-13 21-19 21-17                                    |                                                      |                                                      |
| Tomasz Krzeszewski (POL)                             | 3 - 0                                                | Russ Lavale (USA)                                    |
| 21-11 21-16 21-17                                    |                                                      |                                                      |
| Danny Heister (NED)                                  | 3 - 0                                                | Russ Lavale (USA)                                    |
| 21-9 21-15 21-17                                     |                                                      |                                                      |

| Spelare                  | Vinster | Förluster |
| Danny Heister (NED)      | 2       | 0         |
| Tomasz Krzeszewski (POL) | 1       | 1         |
| Russ Lavale (USA)        | 0       | 2         |

#### Grupp L
| Spelades 17 september, 18 september och 20 september | Spelades 17 september, 18 september och 20 september | Spelades 17 september, 18 september och 20 september |
| ---------------------------------------------------- | ---------------------------------------------------- | ---------------------------------------------------- |
| Slobodan Grujic (YUG)                                | 3 - 0                                                | Peter Akinlabi (NGR)                                 |
| 21-14 21-12 21-18                                    |                                                      |                                                      |
| Chul-Seung Lee (KOR)                                 | 3 - 0                                                | Peter Akinlabi (NGR)                                 |
| 21-16 21-10 21-17                                    |                                                      |                                                      |
| Chul-Seung Lee (KOR)                                 | 3 - 2                                                | Slobodan Grujic (YUG)                                |
| 21-11 21-19 15-21 14-21 21-17                        |                                                      |                                                      |

| Spelare               | Vinster | Förluster |
| Chul-Seung Lee (KOR)  | 2       | 0         |
| Slobodan Grujic (YUG) | 1       | 1         |
| Peter Akinlabi (NGR)  | 0       | 2         |

#### Grupp M
| Spelades 17 september, 18 september och 20 september | Spelades 17 september, 18 september och 20 september | Spelades 17 september, 18 september och 20 september |
| ---------------------------------------------------- | ---------------------------------------------------- | ---------------------------------------------------- |
| Timo Boll (GER)                                      | 3 - 1                                                | Song Liu (ARG)                                       |
| 21-9 17-21 21-12 21-19                               |                                                      |                                                      |
| Song Liu (ARG)                                       | 3 - 1                                                | Hamad Al Hammadi (QAT)                               |
| 21-16 13-21 21-12 21-14                              |                                                      |                                                      |
| Timo Boll (GER)                                      | 3 - 0                                                | Hamad Al Hammadi (QAT)                               |
| 21-14 21-12 21-12                                    |                                                      |                                                      |

| Spelare                | Vinster | Förluster |
| Timo Boll (GER)        | 2       | 0         |
| Song Liu (ARG)         | 1       | 1         |
| Hamad Al Hammadi (QAT) | 0       | 2         |

#### Grupp N
| Spelades 17 september, 18 september och 20 september | Spelades 17 september, 18 september och 20 september | Spelades 17 september, 18 september och 20 september |
| ---------------------------------------------------- | ---------------------------------------------------- | ---------------------------------------------------- |
| Yen-Shu Chang (TPE)                                  | 3 - 0                                                | Gdara Hamam (TUN)                                    |
| 21-10 21-11 21-7                                     |                                                      |                                                      |
| Yen-Shu Chang (TPE)                                  | 3 - 0                                                | Yi Ding (AUT)                                        |
| 21-19 21-13 21-18                                    |                                                      |                                                      |
| Yi Ding (AUT)                                        | 3 - 0                                                | Gdara Hamam (TUN)                                    |
| 21-9 21-17 21-10                                     |                                                      |                                                      |

| Spelare             | Vinster | Förluster |
| Yen-Shu Chang (TPE) | 2       | 0         |
| Yi Ding (AUT)       | 1       | 1         |
| Gdara Hamam (TUN)   | 0       | 2         |

#### Grupp O
| Spelades 17 september, 18 september och 20 september | Spelades 17 september, 18 september och 20 september | Spelades 17 september, 18 september och 20 september |
| ---------------------------------------------------- | ---------------------------------------------------- | ---------------------------------------------------- |
| 21-8 21-4 23-21                                      |                                                      |                                                      |
| Peter Franz (GER)                                    | 3 - 0                                                | Jean Patrick Sahajasein (MRI)                        |
| 21-9 21-10 21-12                                     |                                                      |                                                      |
| Matthew Syed (GBR)                                   | 3 - 0                                                | Jean Patrick Sahajasein (MRI)                        |
| 21-3 21-8 21-9                                       |                                                      |                                                      |

| Spelare                       | Vinster | Förluster |
| Peter Franz (GER)             | 2       | 0         |
| Matthew Syed (GBR)            | 1       | 1         |
| Jean Patrick Sahajasein (MRI) | 0       | 2         |

#### Grupp P
| Spelades 17 september, 18 september och 20 september | Spelades 17 september, 18 september och 20 september | Spelades 17 september, 18 september och 20 september |
| ---------------------------------------------------- | ---------------------------------------------------- | ---------------------------------------------------- |
| Evgeny Shchetinin (BLR)                              | 3 - 0                                                | Augusto Morales Marengo (CHI)                        |
| 21-10 21-13 21-10                                    |                                                      |                                                      |
| Philippe Saive (BEL)                                 | 3 - 0                                                | Augusto Morales Marengo (CHI)                        |
| 21-10 21-8 21-11                                     |                                                      |                                                      |
| Philippe Saive (BEL)                                 | 3 - 1                                                | Evgeny Shchetinin (BLR)                              |
| 18-21 21-18 21-19 22-20                              |                                                      |                                                      |

| Spelare                       | Vinster | Förluster |
| Philippe Saive (BEL)          | 2       | 0         |
| Evgeny Shchetinin (BLR)       | 1       | 1         |
| Augusto Morales Marengo (CHI) | 0       | 2         |

### Andra omgången
Spelarna i den högra kolumnen stod över första omgången.
| Spelades 21 september         | Spelades 21 september | Spelades 21 september      |
| ----------------------------- | --------------------- | -------------------------- |
| Johnny Huang (CAN)            | 0 - 3                 | Kong Linghui (CHN)         |
| 14-21 12-21 16-21             |                       |                            |
| Lucjan Blaszczyk (POL)        | 3 - 0                 | Jean-Philippe Gatien (FRA) |
| 21-5 21-17 21-13              |                       |                            |
| Timo Boll (GER)               | 3 - 1                 | Taek-Soo Kim (AUS)         |
| 21-11 15-21 21-18 21-17       |                       |                            |
| Danny Heister (NED)           | 2 - 3                 | Werner Schlager (AUT)      |
| 21-13 21-8 19-21 19-21 12-21  |                       |                            |
| Peter Franz (GER)             | 1 - 3                 | Jörgen Persson (SWE)       |
| 16-21 15-21 21-16 18-21       |                       |                            |
| Yuk Cheung (HKG)              | 0 - 3                 | Koji Matsushita (JPN)      |
| 20-22 19-21 17-21             |                       |                            |
| Philippe Saive (BEL)          | 2 - 3                 | Liu Guozheng (CHN)         |
| 14-21 16-21 21-18 21-17 15-21 |                       |                            |
| Kalinikos Kreanga (GRE)       | 0 - 3                 | Peng-Lung Chiang (TPE)     |
| 23-25 12-21 22-24             |                       |                            |
| Trinko Keen (NED)             | 0 - 3                 | Liu Guoliang (CHN)         |
| 14-21 20-22 19-21             |                       |                            |
| Chul-Seung Lee (KOR)          | 1 - 3                 | Damien Eloi (FRA)          |
| 14-21 21-11 6-21 20-22        |                       |                            |
| Jörg Rosskopf (GER)           | 3 - 2                 | Peter Karlsson (SWE)       |
| 20-22 21-19 21-17 19-21 21-12 |                       |                            |
| Toshio Tasaki (JPN)           | 3 - 0                 | Zoran Primorac (CRO)       |
| 25-23 21-16 21-17             |                       |                            |
| Seiko Iseki (JPN)             | 1 - 3                 | Jan-Ove Waldner (SWE)      |
| 23-21 13-21 15-21 17-21       |                       |                            |
| Petr Korbel (CZE)             | 0 - 3                 | Jean-Michel Saive (BEL)    |
| 11-21 13-21 17-21             |                       |                            |
| Seung-Min Yoo (KOR)           | 2 - 3                 | Christophe Legout (FRA)    |
| 15-21 23-21 21-10 23-25 17-21 |                       |                            |
| Yen-Shu Chang (TPE)           | 0 - 3                 | Vladimir Samsonov (BLR)    |
| 14-21 21-22 14-21             |                       |                            |

### Tredje omgången
| Spelades 22 september         | Spelades 22 september | Spelades 22 september   |
| ----------------------------- | --------------------- | ----------------------- |
| Kong Linghui (CHN)            | 3 - 2                 | Lucjan Blaszczyk (POL)  |
| 18-21 21-17 21-10 20-22 21-14 |                       |                         |
| Werner Schlager (AUT)         | 3 - 2                 | Timo Boll (GER)         |
| 24-22 19-21 17-21 21-13 21-16 |                       |                         |
| Jörgen Persson (SWE)          | 3 - 0                 | Koji Matsushita (JPN)   |
| 21-14 21-13 21-19             |                       |                         |
| Liu Guozheng (CHN)            | 3 - 0                 | Peng-Lung Chiang (AUS)  |
| 21-11 21-13 21-19             |                       |                         |
| Liu Guoliang (CHN)            | 3 - 2                 | Damien Eloi (FRA)       |
| 19-21 13-21 22-20 21-9 21-13  |                       |                         |
| Jörg Rosskopf (GER)           | 3 - 2                 | Toshio Tasaki (JPN)     |
| 17-21 21-15 21-13 19-21 21-14 |                       |                         |
| Jan-Ove Waldner (SWE)         | 3 - 1                 | Jean-Michel Saive (BEL) |
| 21-14 19-21 21-18 21-15       |                       |                         |
| Vladimir Samsonov (BLR)       | 3 - 0                 | Christophe Legout (FRA) |
| 21-11 21-17 21-12             |                       |                         |

### Kvartsfinaler
| Spelades 23 september         | Spelades 23 september | Spelades 23 september   |
| ----------------------------- | --------------------- | ----------------------- |
| Kong Linghui (CHN)            | 3 - 2                 | Werner Schlager (AUT)   |
| 21-14 13-21 20-22 21-10 21-14 |                       |                         |
| Jörgen Persson (SWE)          | 3 - 1                 | Liu Guozheng (CHN)      |
| 14-21 21-18 21-16 21-19       |                       |                         |
| Liu Guoliang (CHN)            | 3 - 0                 | Jörg Rosskopf (GEr)     |
| 21-11 21-14 21-7              |                       |                         |
| Jan-Ove Waldner (SWE)         | 3 - 2                 | Vladimir Samsonov (BLR) |
| 20-22 18-21 21-14 21-18 21-19 |                       |                         |

### Semifinaler
| Spelades 24 september   | Spelades 24 september | Spelades 24 september |
| ----------------------- | --------------------- | --------------------- |
| Kong Linghui (CHN)      | 3 - 1                 | Jörgen Persson (SWE)  |
| 21-12 13-21 21-16 21-13 |                       |                       |
| Jan-Ove Waldner (SWE)   | 3 - 0                 | Liu Guoliang (CHN)    |
| 21-19 21-16 21-19       |                       |                       |

### Bronsmatch
| Spelades 25 september   | Spelades 25 september | Spelades 25 september |
| ----------------------- | --------------------- | --------------------- |
| Liu Guoliang (CHN)      | 3 - 1                 | Jörgen Persson (SWE)  |
| 21-18 19-21 21-14 21-13 |                       |                       |

### Final
| Spelades 25 september         | Spelades 25 september | Spelades 25 september |
| ----------------------------- | --------------------- | --------------------- |
| Kong Linghui (CHN)            | 3 - 2                 | Jan-Ove Waldner (SWE) |
| 21-16 21-19 17-21 14-21 21-13 |                       |                       |